# Санто-Стефано-дель-Соле
Санто-Стефано-дель-Соле (итал. Santo Stefano del Sole) — коммуна в Италии, располагается в регионе Кампания, в провинции Авеллино.
Население составляет 1936 человек, плотность населения составляет 194 чел./км². Занимает площадь 10 км². Почтовый индекс — 83050. Телефонный код — 0825.
Покровителями коммуны почитаются святой первомученик Стефан, празднование 3 августа, и святой Вит, празднование 15 июня и в последнее воскресение августа.